# Studiestöd i Sverige
I Sverige kan statligt studiestöd lämnas till studerande vid de läroanstalter och utbildningar som regeringen bestämmer. De offentliga studiestöden i Sverige administreras av Centrala studiestödsnämnden (CSN). Exempel på studiestöd i Sverige är studiehjälp, studiemedel och studiestartsstöd.
CSN kontrollerar att förutsättningarna för att få studiestöd är uppfyllda, både innan studiestöd beviljas och under tiden som studiernas bedrivs. CSN kan besluta att upphäva ett beslut om studiestöd eller återkräva studiestöd som redan betalats ut, om en studerande har fått studiestöd felaktigt. Det gäller exempelvis om den studerande inte har studerat under den tid och i den omfattning som han eller hon har beviljats studiestöd.

## Studiehjälp
Studiehjälp lämnas i form av studiebidrag, extra tillägg och inackorderingstillägg till yngre studerande vid utbildningar på grundskole- och gymnasienivå. Studiehjälp kan under vissa förutsättningar också lämnas för studier utomlands. Studiehjälp följer efter barnbidrag och börjar lämnas från kvartalet efter det att den studerande har fyllt 16 år och lämnas som längst till och med första halvåret det år den studerande fyller 20 år. För äldre studerande på gymnasial nivå lämnas därefter studiemedel. Det allmänna studiebidraget för elever i åldern 16-18 år infördes 1957.

## Studiemedel
Studiemedel lämnas i form av studiebidrag och studielån till äldre studerande vid alla typer av utbildningar som studiestöd kan lämnas för. Studiemedel kan under vissa förutsättningar också lämnas för studier utomlands. Studiemedel lämnas som huvudregel endast för den tid då studier bedrivs. Det kan under vissa förutsättningar även lämnas vid sjukdom, vård av barn och vård av närstående.
Studiemedlen är behovsprövade, det innebär att det finns gränser för hur stora inkomster den studerande kan ha utan att studiemedlen minskas för att till slut upphöra helt. Om den studerande har vissa ersättningar kan studiemedel över huvud taget inte lämnas. Studiemedelsbeloppen baseras på prisbasbeloppet och är lika stort för alla studerande som inte har reducering på grund av hög inkomst.

## Studiestartsstöd
Studiestartsstöd är ett studiestöd avsett för nyrekrytering av arbetslösa som behöver läsa in en gymnasieutbildning för att kunna få ett jobb. Studiestartsstödet har en liknande konstruktion som studiemedel men har vissa särskilda villkor, exempelvis består det endast av en bidragsdel och lämnas under en kortare tid (högst 50 veckor). Studiestartsstödet infördes 2017.

## Omställningsstudiestöd
Ytterligare ett offentligt studiestöd väntas införas under 2022 som del av ett större omställningspaket för att främja omställning på arbetsmarknaden. Målgruppen för detta studiestöd är den som arbetat en längre tid och som har en aktuell förankring på arbetsmarknaden, men som samtidigt behöver vidareutbildning för att stärka sin ställning på arbetsmarknaden. Till skillnad från studiemedel så väntas ersättningen från detta stöd variera beroende på den studerandes tidigare inkomst.

## Övriga offentliga studiestöd
Det finns ytterligare några studiestöd som riktar sig till mindre grupper av studerande. Det är så kallat RG-bidrag (bidrag till resor och boende för studerande med funktionsnedsättning på riksgymnasium), ersättning vid teckenspråksutbildning för föräldrar (så kallad TUFF-ersättning) samt lärlingsersättning, en ersättning för måltider och resor till elever i gymnasial lärlingsutbildning.